# Освар
«ОСВАР» (акроним от «осветительная арматура») — советское и российское электротехническое предприятие. Специализируется на выпуске автомобильных и тракторных осветительных и сигнальных приборов с сопутствующей электроарматурой. Основано в 1967 году, официально вступило в строй в 1975 году. С начала 1980-х является крупнейшим градообразующим предприятием города.

## История предприятия
Появление высокопроизводительных Волжского (ВАЗ) и Камского (КамАЗ) автозаводов и планируемое двукратное увеличение общего выпуска автомобилей в стране за пятилетний период 1970-75 гг. привело к необходимости строительства специализированного завода по производству автосветотехники. На строительство завода претендовало несколько городов, и в выборе Вязников решающую роль сыграл первый секретарь городского комитета КПСС Ян Павлович Захаров, известный рядом своих проектов, значительно поднявших статус города в период 1965—1984 годов.
Предприятие основано в феврале 1967 года, когда министром автомобильной промышленности СССР был подписан приказ о создании дирекции и начале строительства нового завода по производству автотракторного осветительного оборудования. Параллельно строилось жильё для работников предприятия, образовался новый микрорайон города - "Дечинский". Выпуск первых партий изделий начался в 1970 году, 29 декабря 1975 года Вязниковский завод автотракторной осветительной арматуры (ВЗАОА) был официально принят в строй действующих, выпуск продукции в промышленных масштабах начался с 1979 г.
В СССР завод входил в состав объединения «Автосвет» наряду с киржачским заводом «Красный Октябрь». ВЗОА являлся технологически оснащённым предприятием машиностроительной сферы, вышел в ряд важнейших государственных производителей осветительной арматуры для автомобильной и тракторной техники. В своей производственной отрасли вязниковский завод играл всё более значительную роль.
в 1980-е годы, на пике развития, на заводе работало более 4 тысяч человек.
6 октября 1992 года завод преобразован в акционерное общество «ОСВАР».
В 2009 году предприятие было на грани закрытия, после масштабных сокращений численность рабочих уменьшилась до 2070 человек, собственник (ЗАО Группа компаний «СОК») рассматривал возможность дальнейших увольнений до полного прекращения производства к апрелю 2010 года, часть оборудования планировалось пустить в металлолом, часть перенести на завод "Автосвет" в город Киржаче, однако предварительная забастовка и возросшая социальная напряженность в городе заставили власти пересмотреть это решение.

## Настоящее время
Публичное акционерное общество (ПАО) "ОСВАР" входит в группу «ОАТ» (Объединенные автомобильные технологии) и продолжает производство автосветотехники.

## Применение светотехники ОСВАР для заводской комплектации
Компания ОСВАР производит фары, другую светотехнику и контрольные лампы практически для всех автомобилей российского производства, также иномарок российского производства, таких как Datsun, Chevrolet, Nissan и Renault, также производятся фары для  автомобилей МАЗ, тракторов Беларусь и Амкодор. Среди украинских носителей продукции - ЛуАЗ и КрАЗ. Также носителями продукции ОСВАР являются трамваи и троллейбусы российского и белорусского производства .

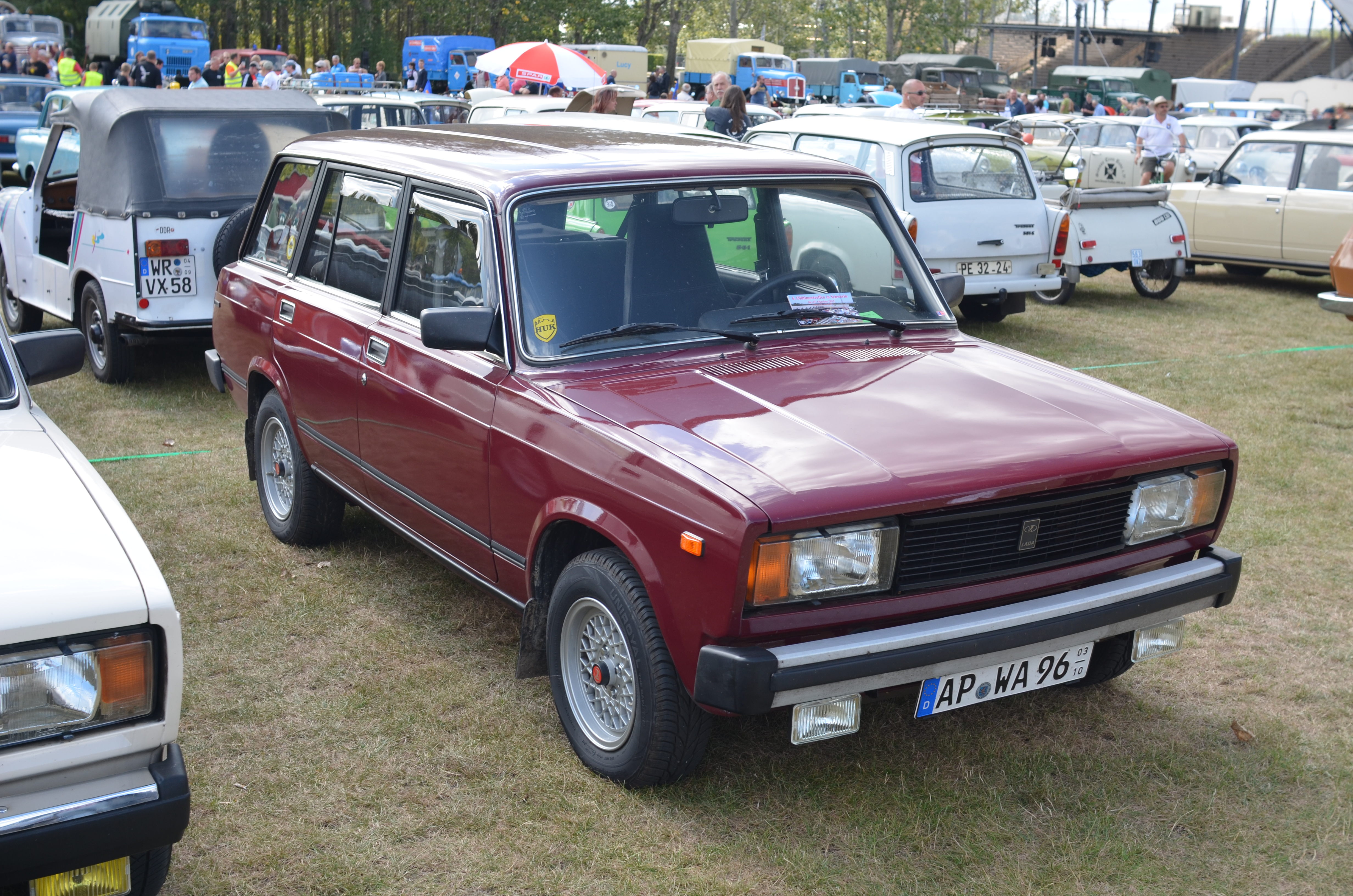
ВАЗ-2104 с фарами ОСВАР
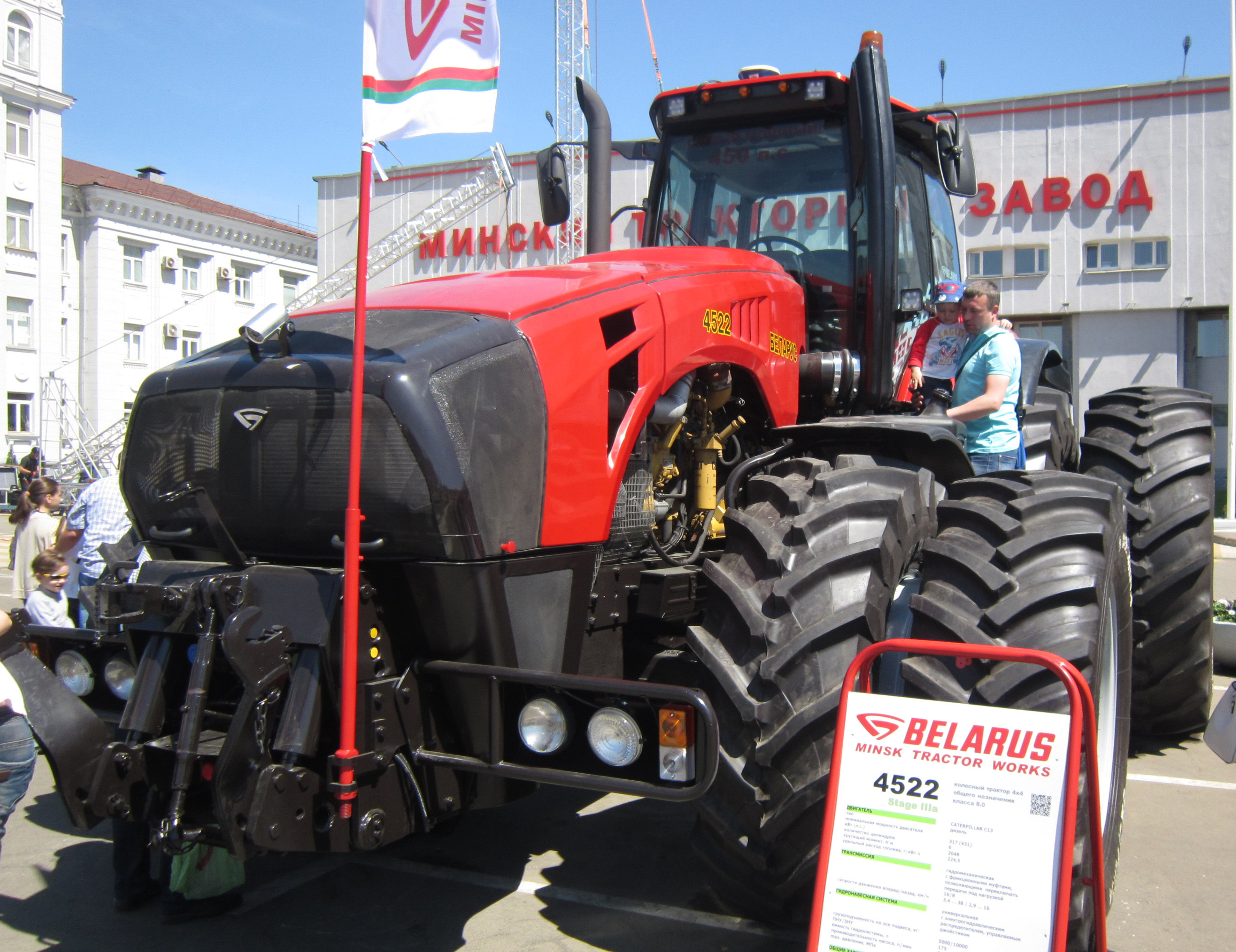
Трактор Беларусь-4522 с фарами ОСВАР (внутреннаяя пара фар )